# Barbara Karinska
Barbara Karinska (3 de outubro de 1886 — 18 de outubro de 1983) é uma figurinista estadunidense. Venceu o Oscar de melhor figurino na edição de 1949 por Joan of Arc, ao lado de Dorothy Jeakins.